# アセア

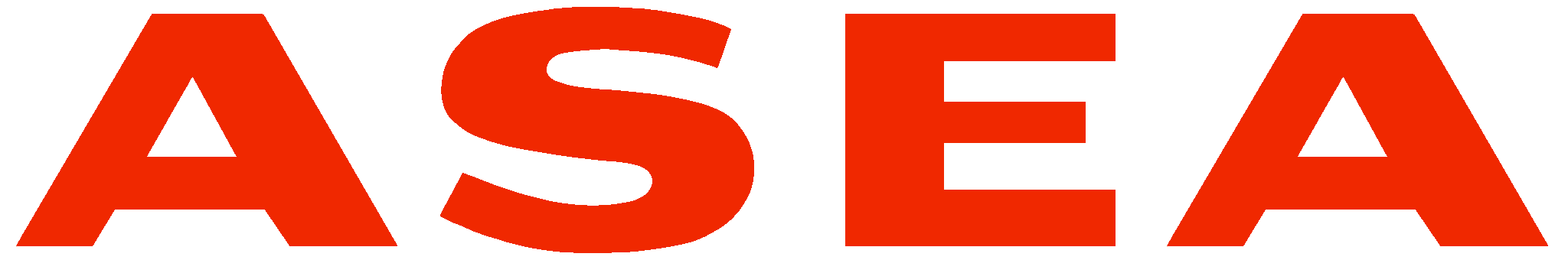
アセアのロゴマーク

アセア（Allmänna Svenska Elektriska Aktiebolaget、略称: ASEA）は、かつてスウェーデンに存在した電機メーカーである。

## 概要
1883年に設立、発電機、変圧器、送電システムの開発・販売に重点を置いており、電気機関車や路面電車の製造も手掛けるなど重電メーカーとしての地位を確立した。本部はヴェステロースに置かれていた。
日本での代理店はガデリウス、
佐久にある最初の50/60Hz変換設備はASEAが製作。

1988年にスイスのブラウン・ボベリ社と合併し、アセア・ブラウン・ボベリ（現ABB）となった。